# أبسوم الغربية
قرية ابسوم الغربية هي إحدى القرى التابعة لمركز كوم حمادة في محافظة البحيرة في جمهورية مصر العربية. حسب إحصاءات سنة 2006، بلغ إجمالي السكان في ابسوم الغربية 3490 نسمة، منهم 1784 رجل و1706 امرأة.

## التاريخ
قرية أبسوم الغربية من القرى القديمة، واسمها الأصلي وقت الفتح الإسلامي لمصر أبوسان (بالإنجليزية: Abusan)‏، وقد وردت باسم أبسوم في أعمال حوف رمسيس ضمن قرى الروك الصلاحي التي أحصاها ابن مماتي في كتاب قوانين الدواوين، كما وردت باسم أبسوم في أعمال البحيرة ضمن قرى الروك الناصري التي أحصاها ابن الجيعان في كتاب «التحفة السنية بأسماء البلاد المصرية». وفي العصر العثماني كان اسمها في تربيع سنة 933هـ/1527م الذي أجراه الوالي العثماني سليمان باشا الخادم في عصر السلطان العثماني سليمان القانوني أبسوم ضمن قرى ولاية البحيرة، وفي تاريخ 1228هـ/1813م الذي عدّ قرى مصر بعد المسح الذي قام به محمد علي باشا باسم أبسوم ضمن قرى مديرية البحيرة. ويُذكر أنه بعد فصل قرية أبسوم الشرقية سنة 1276هـ/1860م، تم تمييز الاسم بالغربية.